# Vilibald Mildschuh
Vilibald Mildschuh (11. prosince 1878 Kroměříž – 24. ledna 1939 Praha) byl český ekonom a statistik. Zaměřoval se na národohospodářství, ekonomii, měnovou teorii a statistiku.

## Život
Jeho otec Vilibald Mildschuh (1834–1896) byl právníkem a politikem z Kroměříže. Maturoval v roce 1896 na kroměřížském gymnáziu, pak se zapsal ke studiu práv na Vídeňské univerzitě, odkud přešel na českou právnickou fakultu do Prahy a svá studia ukončil ve Štýrském Hradci. Po vojenské službě působil v bance a v letech 1904 až 1917 pracoval jako úředník v Zemské statistické kanceláři Království českého. V roce 1910 se habilitoval na české právnické právnické fakultě v oboru národní hospodářství a statistika. V roce 1917 zde byl jmenován mimořádným a roku 1921 řádným profesorem statistiky. O čtyři roky později se stal i profesorem národního hospodářství. Mezi roky 1927 a 1928 zastával Mildschuh také funkci děkana fakulty a v roce 1929 se stal prvním předsedou právě založené Československé statistické společnosti. Byl též členem České akademie věd a umění, Národohospodářské společnosti nebo Sociálního ústavu. Zemřel v Praze v roce 1939 a byl pohřben na hřbitově v rodné Kroměříži.

## Dílo
Profesor Mildschuh se zabýval především daněmi a teorií peněz, propracoval národohospodářskou metodologii a začal využívat statistických výpočtů. Původně vycházel z rakouské školy, ale později se přiklonil k neoklasické ekonomii, nejvíce jej ovlivnil J. B. Clark. Byl odpůrcem kolektivistických názorů na uspořádání společnosti. Zavedl tzv. národohospodářské zákony založené na dlouhodobých ekonomických tendencích, u nichž vždy hledal objektivní kauzalitu, v ekonomickém jednání umenšoval vliv historických, psychologických či sociálních motivů. Prosazoval důchodovou peněžní teorii a byl odpůrcem metalistické koncepce, hodnota peněz se podle něj neodvíjí od jejich nosiče, ale od statků, které představují. Proto byl také proti zlatému standardu. Zkoumal i otázky inflace.
Monografie
- O svépomocných družstvech (1911)
- Účinky daně výdělkové, ukládané obchodním bankám a záložnám rakouským (1911)
- Klasifikace všeobecné theorie hospodářských účinků daní (1914)
- Statistika některých druhů obecních podniků v Království českém za léta 1910 a 1911 (1916) Dostupné online
- Kupní síla peněz, výše důchodů a úroková míra (1920)
- Naše valuta a italská (1921) Dostupné online
- Platební bilance a měna (1924)
- Poválečná bytová otázka v cizině a u nás (1925) Dostupné online
- Národohospodářská theorie (I. 1925, II. 1926, III. 1927)
- Národohospodářská politika (I. 1931, II. 1934)
- Důchody u nás a v Prusku dle výsledků důchodové daně (1932) Dostupné online
- Účinky zkušeností válečných i poválečných na vědu národohospodářskou (1933)